# Divin Mubama
Divin Saku Mubama (* 25. Oktober 2004 in Newham, London) ist ein englischer Fußballspieler, der als Stürmer für den Premier-League-Verein Manchester City spielt.

## Vereinskarriere

### West Ham United
Der in Newham geborene Mubama kam im Alter von acht Jahren zu West Ham United. Am 28. Oktober 2021 unterzeichnete Mubama seinen ersten Profivertrag beim Verein. Sein Debüt für die A-Mannschaft erfolgte am 3. November 2022 in einem Spiel der UEFA Europa Conference League gegen den rumänischen Verein FCSB Bukarest. Am 16. März 2023 erzielte er sein erstes Tor im Profifußball in der UEFA Europa Conference League beim 4:0-Sieg gegen AEK Larnaka, nachdem er eingewechselt worden war. Er gehörte zum West Ham-Team welches 2022/23 die Conference League gewann. Zusätzlich kam Mubama auch auf drei Einsätze in der Premier League und gewann die FA Youth Cup, weshalb er als Young Hammer of the Year des Vereins ausgezeichnet wurde.
Am 30. Juni 2024 gab West Ham bekannt, dass Mubama den Verein nach Ablauf seines Vertrags an diesem Tag verlassen wird.

### Manchester City
Am 29. August 2024 bestätigte Mubama, dass er einen Vertrag bei Manchester City unterschrieben hatte. Mubama gab sein Debüt bei City am 11. Januar 2025, als er beim 8:0-Heimsieg in der dritten Runde des FA-Cups gegen Salford City in der Startelf stand und auch ein Tor erzielte. Sein Debüt für die Citizens in der Premier League erfolgte am 19. Januar 2025 bei einem 6:0-Auswärtssieg gegen Ipswich Town.

## Nationalmannschaft
Der in England geborene Mubama ist kongolesischer Abstammung und vertrat Englands Auswahlen in der U15, U16, U18 und U19. Am 12. Oktober 2023 gab Mubama bei der 0:2-Auswärtsniederlage gegen Rumänien sein Debüt in der englischen U20-Auswahl.

## Titel
International
- UEFA-Europa-Conference-League-Sieger: 2023

England
- FA Youth Cup: 2023